# ISO 3166-2:DK
Listen over ISO 3166-2-koder for Danmark indeholder koderne for de fem regioner og udgives af International Organization for Standardization.
Koderne består af to dele, som er adskilt fra hinanden af en bindestreg. Den første del viser landekoden ifølge 3166-1 (det vil for Danmark sige: DK), den anden del viser koden for regionen.
| Region      | Kode  |
| ----------- | ----- |
| Nordjylland | DK-81 |
| Midtjylland | DK-82 |
| Syddanmark  | DK-83 |
| Hovedstaden | DK-84 |
| Sjælland    | DK-85 |